# Rhizamoeba polyura
Rhizamoeba polyura – gatunek eukariotów należący do kladu Tetramitia z supergrupy excavata.
Trofozoit osiąga wielkość 25 – 135 μm. Przeważnie posiada jedno jądro, czasami 2 jądra. Rzadko spotyka się osobniki mające 16 i więcej jąder.
Występuje w Atlantyku.